# Román Ojeda
Luis Román Ojeda (Chancay, provincia de Huaral, 10 de mayo de 1980) es un exfutbolista peruano. Jugaba de volante o lateral por izquierda. Tiene 44 años y es hermano del también futbolista Rodolfo Ojeda.

## Trayectoria
Se inició en el fútbol jugando en diversos equipos cercanos a su ciudad natal. En el 2002 debutó en Segunda División defendiendo al Unión Huaral, año en el que fue campeón. Luego, jugó durante tres temporadas más en la misma categoría con el Olímpico Somos Perú. En el 2006 pasó al Atlético Minero, equipo con el que logró el ascenso para el Campeonato Descentralizado 2008. Luego de un buen 2008, al año siguiente pasó al Sporting Cristal, pero al no tener cabida en el primer equipo fue cedido al CNI de Iquitos.

## Clubes
| Club                  | País | Año         |
| --------------------- | ---- | ----------- |
| Aurora Chancayllo     | Perú |             |
| Unión Huaral          | Perú | 2002        |
| Defensor Huaura       | Perú | 2002        |
| Juventud Torre Blanca | Perú | 2002        |
| Olímpico Somos Perú   | Perú | 2003 - 2005 |
| Atlético Minero       | Perú | 2006 - 2008 |
| Sporting Cristal      | Perú | 2009        |
| CNI                   | Perú | 2009        |
| Cienciano             | Perú | 2010 - 2011 |
| Sport Huancayo        | Perú | 2012 - 2014 |
| Atlético Minero       | Perú | 2015        |

## Palmarés

### Campeonatos nacionales
| Título           | Club                | País | Año  |
| ---------------- | ------------------- | ---- | ---- |
| Segunda División | Olímpico Somos Perú | Perú | 2004 |
| Segunda División | Olímpico Somos Perú | Perú | 2005 |